# Figure 8
Figure 8 är Elliott Smiths femte studioalbum, utgivet 18 april 2000 av DreamWorks Records. Figure 8 blev Elliott Smiths sista studioalbum innan hans död.

## Låtlista
Alla låtar skrivna av Elliott Smith.
1. "Son of Sam" – 3:04
2. "Somebody That I Used to Know" – 2:09
3. "Junk Bond Trader" – 3:49
4. "Everything Reminds Me of Her" – 2:37
5. "Everything Means Nothing to Me" – 2:24
6. "L.A." – 3:14
7. "In the Lost and Found (Honky Bach)/The Roost" – 4:32
8. "Stupidity Tries" – 4:23
9. "Easy Way Out" – 2:44
10. "Wouldn't Mama Be Proud" – 3:25
11. "Color Bars" – 2:19
12. "Happiness/The Gondola Man" – 5:04
13. "Pretty Mary K" – 2:36
14. "I Better Be Quiet Now" – 3:35
15. "Can't Make a Sound" – 4:18
16. "Bye" – 1:53

## Omslagsbilden

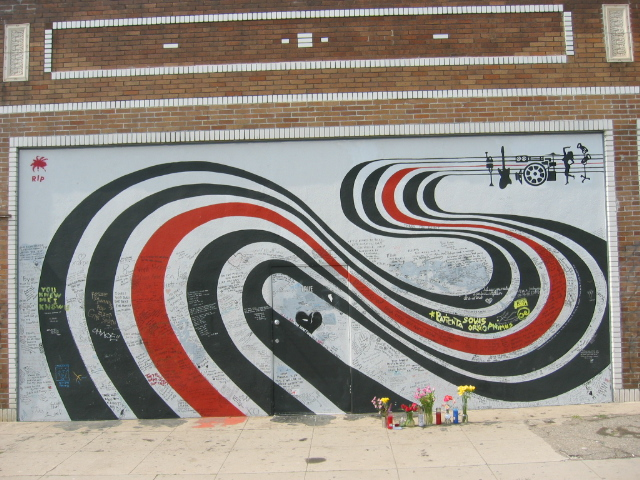
Figure 8-väggmålningen på Sunset Boulevard 2004

Omslagsbilden är ett fotografi, taget av Autumn de Wilde, där Elliott Smith står framför en väggmålning bärandes en t-shirt med trycket L.A. 84. Väggmålningen finns än idag och har blivit en minnesplats dit Smiths fans kommer för att bland att skriva in hälsningar och hyllningar och på andra sätt hedra hans minne. Väggmålningen finns på adressen 4334 W. Sunset Boulevard.